# آمبرسیوس بوسخارت
آمبرسیوس بوسخارت (به هلندی: Ambrosius Bosschaert) (زادهٔ ۱۸ ژانویهٔ ۱۵۷۳ – درگذشتهٔ ۱۶۲۱) نقاش طبیعت بی‌جان هلندی دوران طلایی هلند بود.

## نگارخانه

طبیعت بی‌جان گل‌ها ۱۶۱۸ م. نگارخانه ملی دانمارک
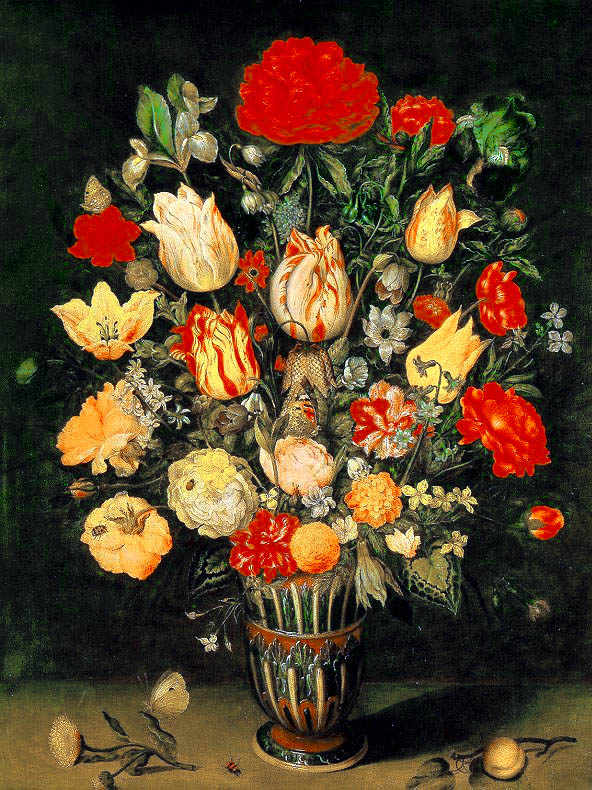
طبیعت بی‌جان گل‌ها
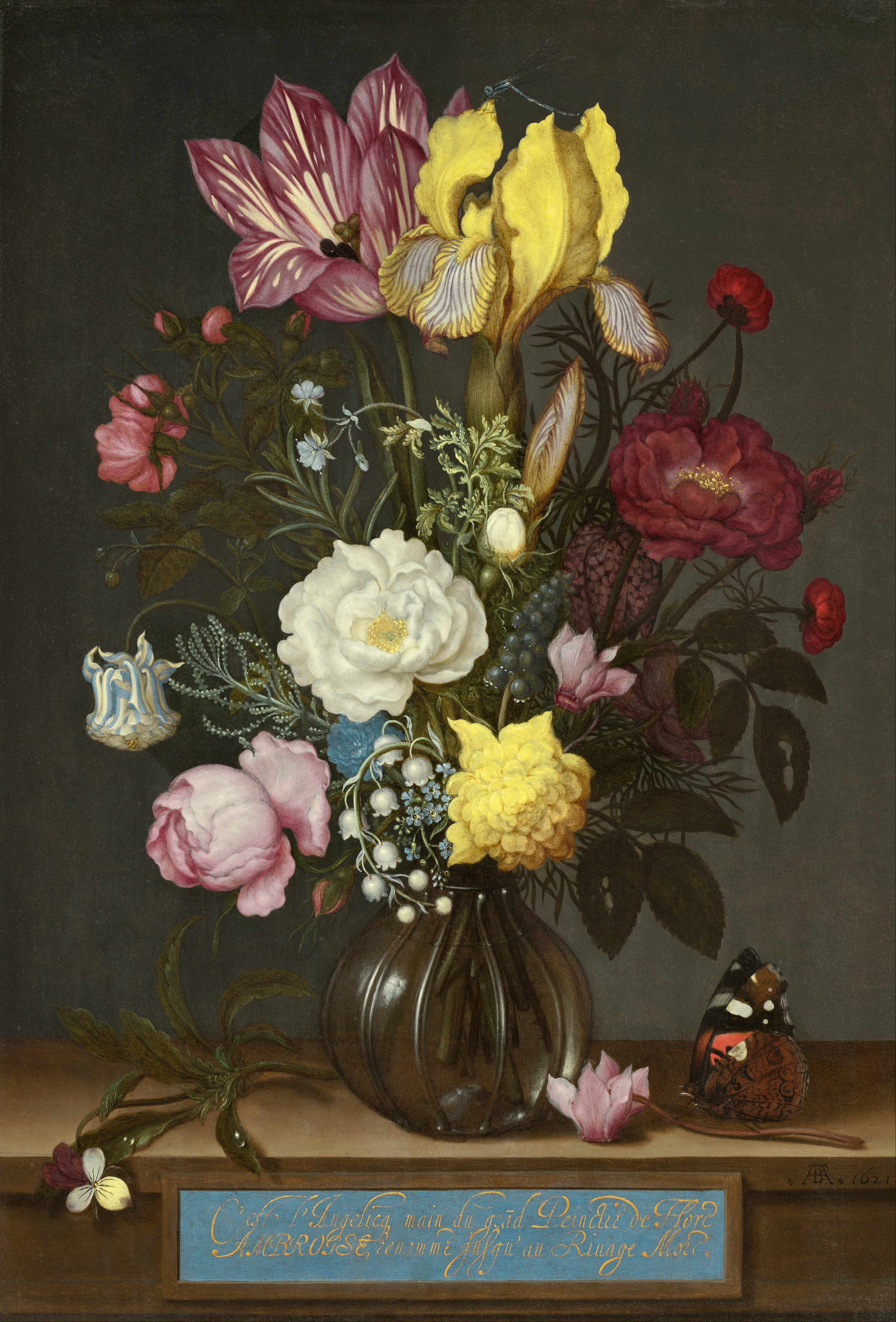
دسته گلی در گلدان شیشه‌ای
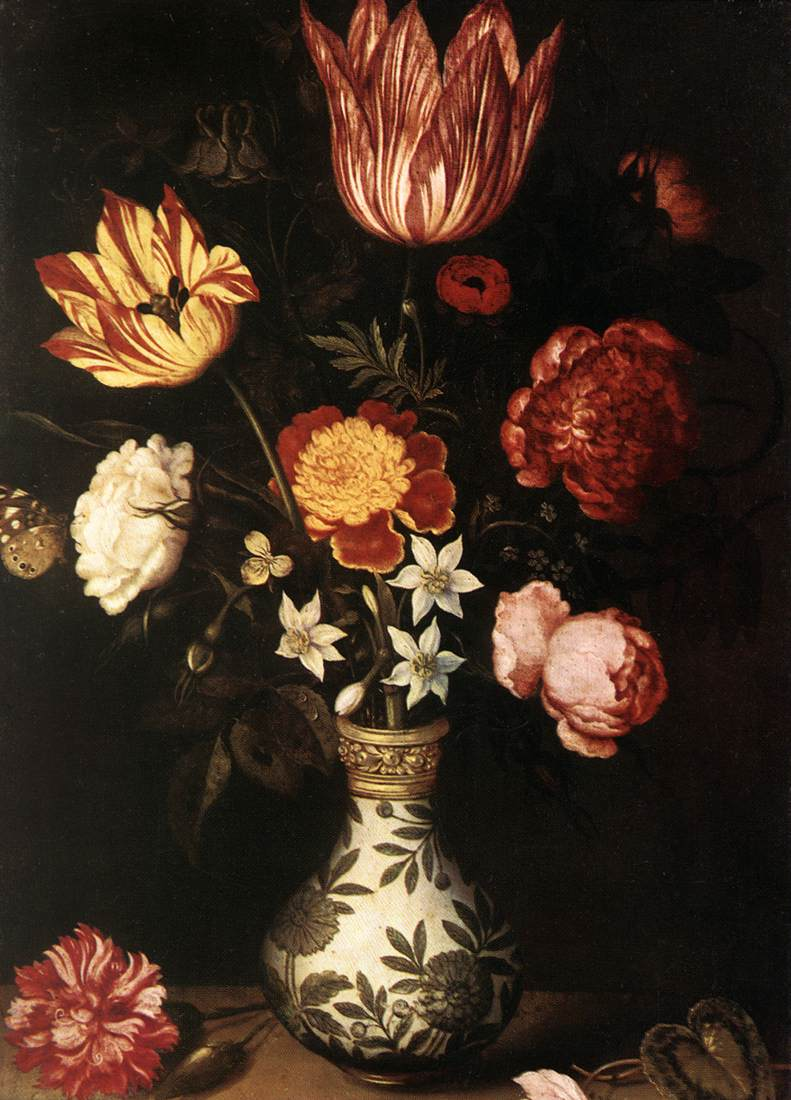
طبیعت بی‌جان گل‌ها
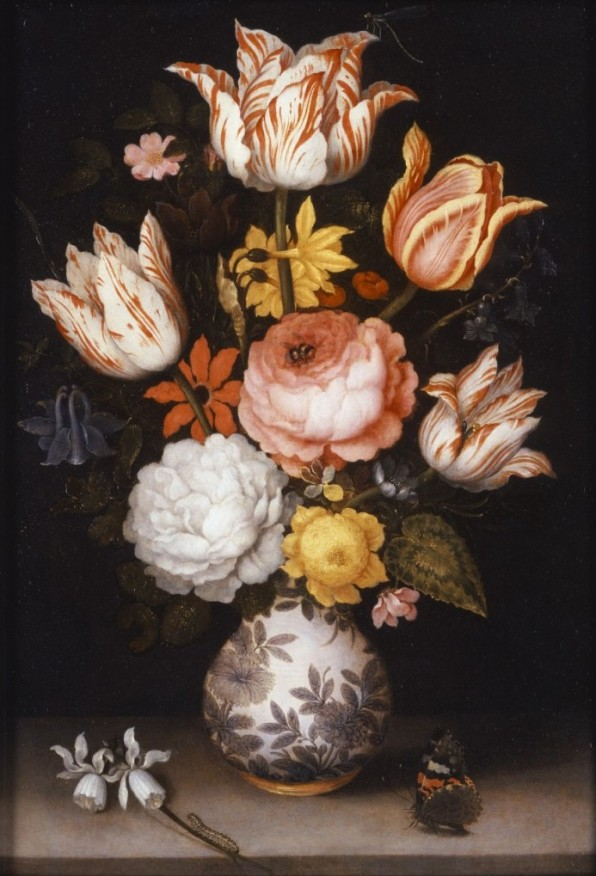
رزها،لاله‌ها و شقایق‌ها در گلدان چینی
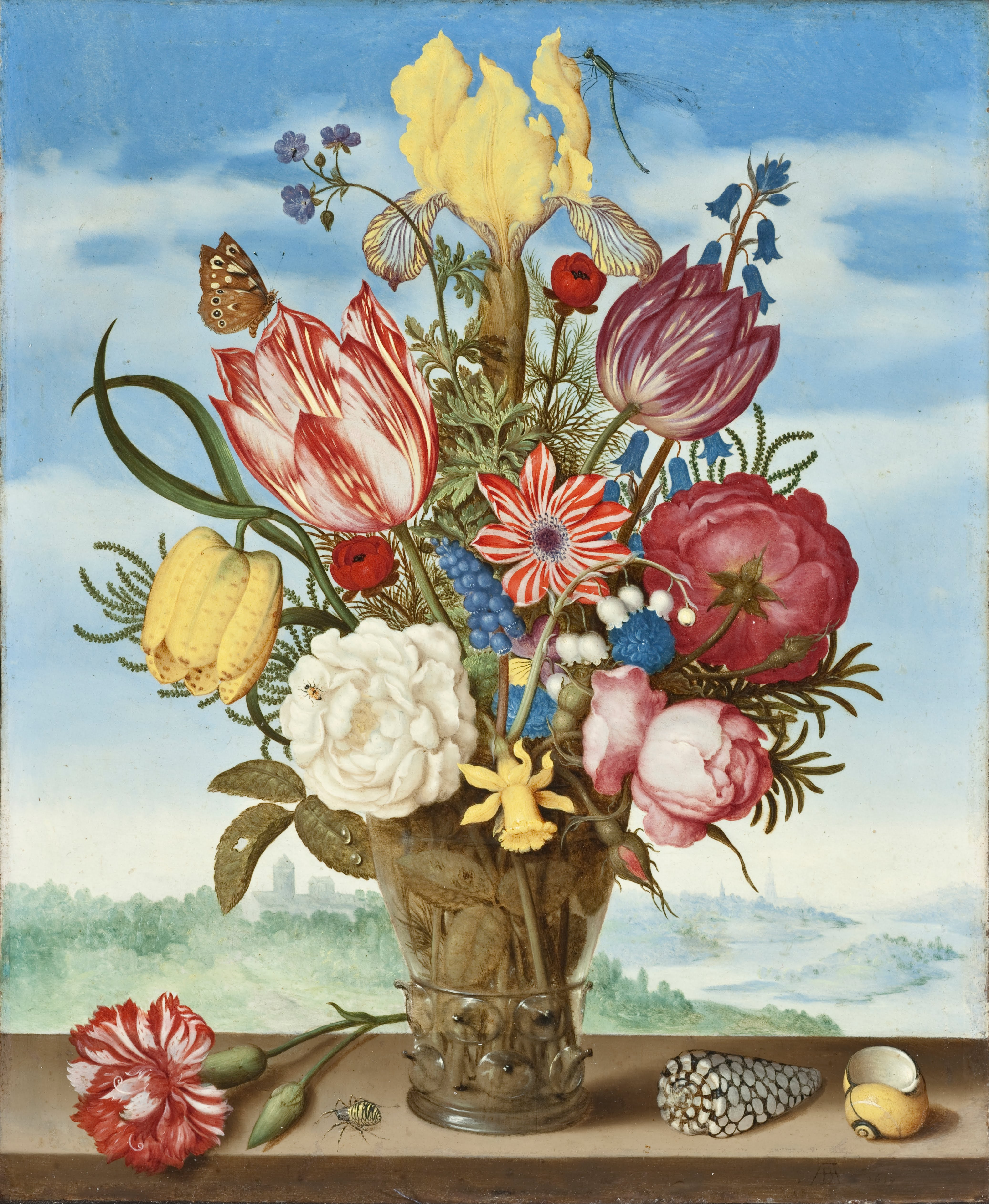
دسته‌گلی در تاقچه
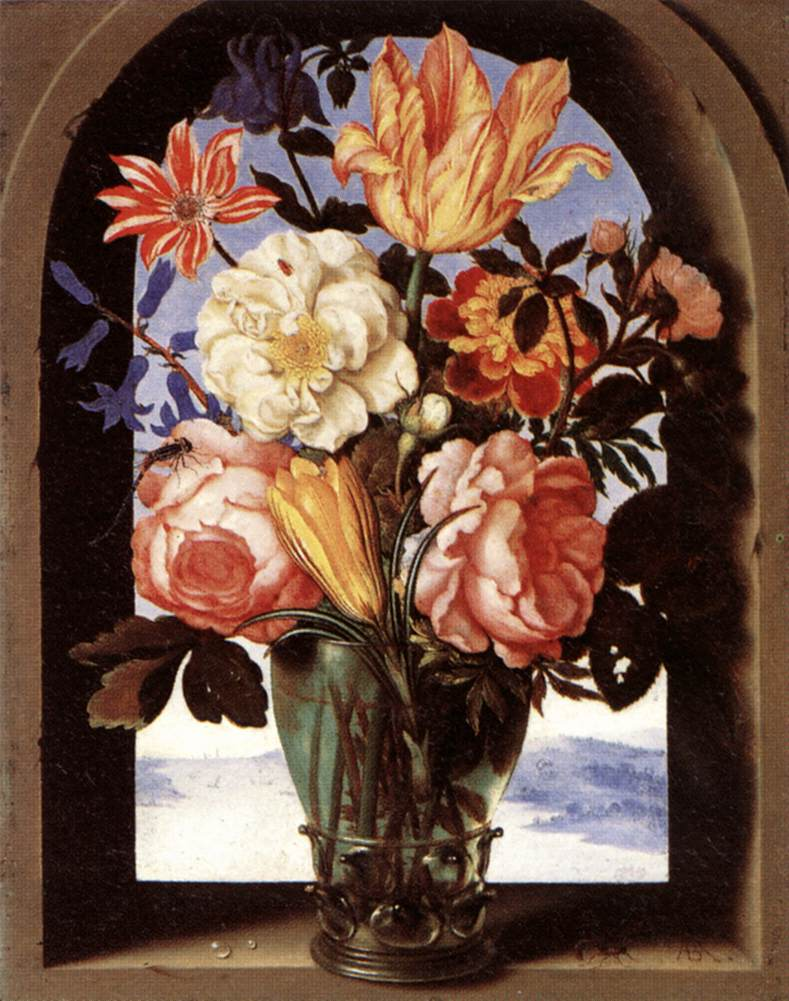
گلدان گل
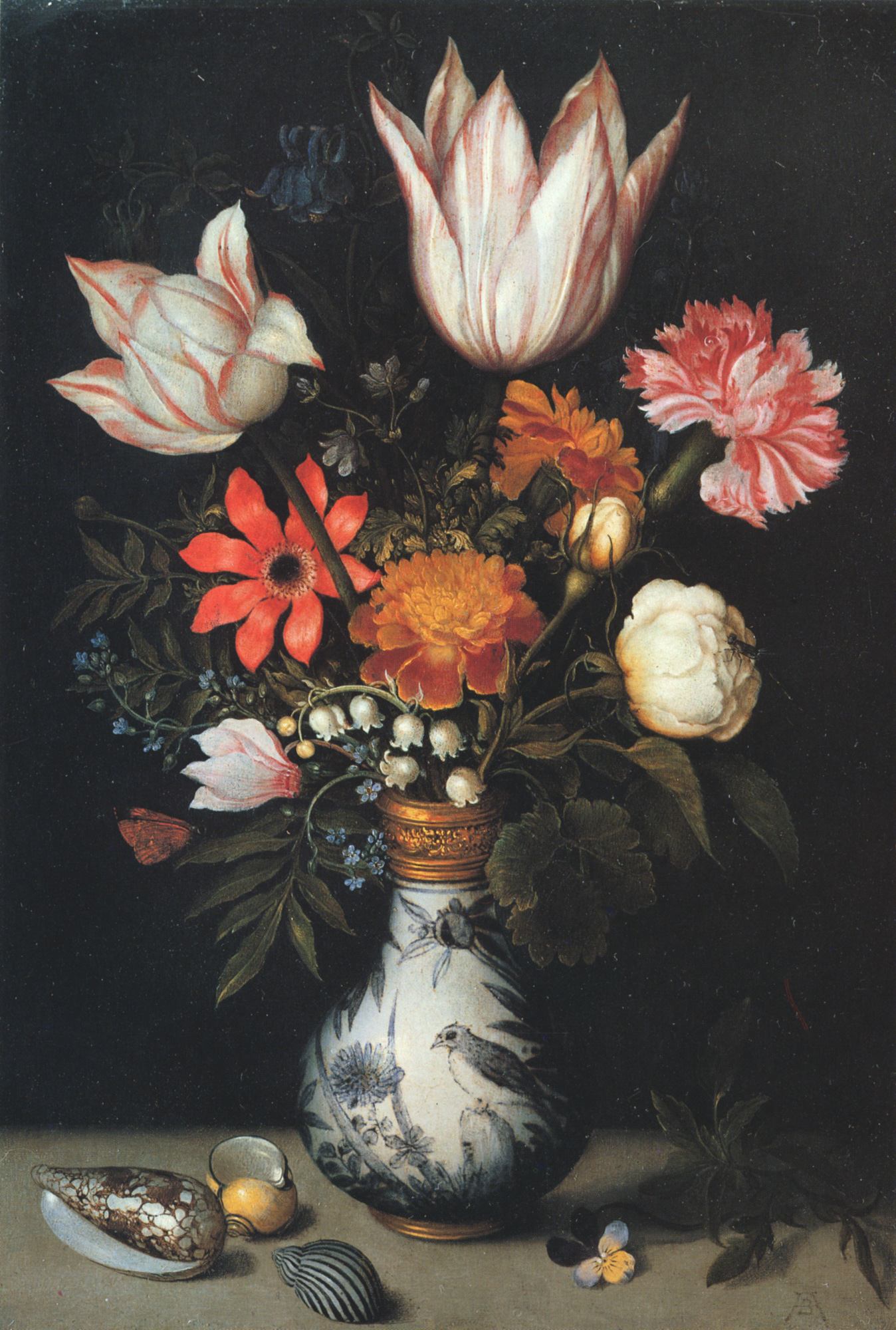
طبیعت بی‌جان گل‌ها